# Sporting Clube Campomaiorense

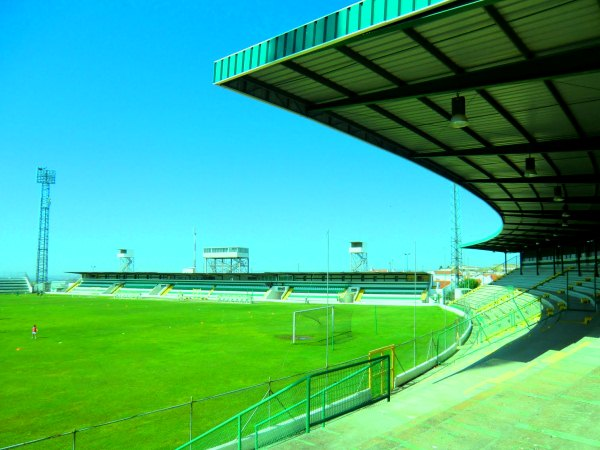
Bancada Norte

O Sporting Clube Campomaiorense, mais conhecido por Campomaiorense, é um clube de futebol português de Campo Maior, no distrito de Portalegre que foi fundado no dia 1 de julho de 1926 e que é uma filial do Sporting Clube de Portugal. Participou na Primeira Liga de Portugal durante cinco épocas e atingiu a final da Taça em 1999, perdendo-a para o Beira-Mar, clube tradicional no distrito do Aveiro.
Após descer da Primeira Liga na época 2000/01, participou um ano na Segunda Liga  e foi decidido o fim do futebol profissional no clube. Foi o último clube do Alentejo a participar na principal divisão do futebol português. Na época 2006/07, a equipa sénior foi reintegrada nos escalões distritais da Associação de Futebol de Portalegre. Em 2011/12, o clube subiu ao campeonato de Portugal, mas renunciou à participação nos escalões nacionais devido a dificuldades financeiras.
O presidente do clube é João Manuel Nabeiro, filho do mítico Comendador Rui Nabeiro, fundador do Grupo Delta que patrocina o clube.
No futebol, apenas possuem os escalões de formação, sendo que têm outras modalidades como a natação. Num passado recente, também teve as modalidades de críquete e xadrez. 

## Palmarés
- Taça de Portugal
  - Finalista/Vencido (1): 1998–99

- Liga de Honra
  - Vencedor (1): 1996–97

- 2ª Divisão B - Zona Sul
  - Vencedor (1): 1991–92

- Primeira Divisão da AF Portalegre
  - Vencedor (4): 1962–63, 1969–70, 1971–72, 2011–12

- Campeonato de Portalegre
  - Vencedor (1): 1945–46
- Supertaça da AF Portalegre
  - Vencedor (1): 2011–12

## Estádio Capitão César Correia
O Estádio Capitão César Correia está localizado em Campo Maior, Portugal, sendo a principal instalação desportiva da cidade. É propriedade da Casa do Povo de Campo Maior e utilizado pelo SC Campomaiorense, que durante muitos anos disputou as principais divisões do futebol português. Com uma capacidade de cerca de 7 500 lugares, o estádio recebe jogos da formação do clube e outros eventos regionais, sendo um dos pontos centrais para a prática do futebol na região.
Além de sua relevância desportiva, o Estádio Capitão César Correia tem um significado cultural para os habitantes de Campo Maior, sendo um espaço onde a comunidade local se reúne para apoiar o clube e participar de eventos. O seu nome é uma homenagem ao Capitão César Correia, uma figura emblemática para a história de Campo Maior.

## Dados e Estatísticas
Atualizado em "dia" de "mes" de "ano"
| Melhores marcadores do | Melhores marcadores do | Melhores marcadores do |      | Jogadores com mais jogos no | Jogadores com mais jogos no | Jogadores com mais jogos no |
| Rank                   | Jogador                | Golos                  | Rank | Jogador                     | Jogos                       |                             |
| ---------------------- | ---------------------- | ---------------------- | ---- | --------------------------- | --------------------------- | --------------------------- |
| 1                      | Juvenal                | 55                     | 1    | Fernando Sousa              | 262                         |                             |
| 2                      | Nico                   | 23                     | 2    | Paulo Sérgio                | 159                         |                             |
| 3                      | Demétrius              | 23                     | 3    | Tomaz                       | 150                         |                             |
| 4                      | Jorginho               | 22                     | 4    | Octaviano                   | 150                         |                             |
| 5                      | Rudez Tihomir          | 20                     | 5    | Jorginho                    | 147                         |                             |
| 6                      | Laelson                | 20                     | 6    | Azinhais                    | 136                         |                             |
| 7                      | Stanimir Stoilov       | 19                     | 7    | Laelson                     | 126                         |                             |
| 8                      | Paulo Vida             | 19                     | 8    | Joel                        | 106                         |                             |
| 9                      | Isaías                 | 18                     | 9    | Vítor Manuel                | 105                         |                             |
| 10                     | José Albano            | 15                     | 10   | Juvenal                     | 100                         |                             |

## Jogadores famosos que passaram pelo clube
- Jimmy Floyd Hasselbaink
- Paulo Torres
- Carlos Martins
- Beto
- István Vincze
- Stanimir Stoilov
- Jordão
- Lito Vidigal
- Cao
- Isaías
- Rolando

### Treinadores conhecidos
- Manuel Fernandes
- Diamantino Miranda
- Carlos Manuel
- João Alves

## Histórico
| Temporada |                | Pos. | J. | V  | E  | D  | GF | GC | S  | Taça            | Notas     |
| --------- | -------------- | ---- | -- | -- | -- | -- | -- | -- | -- | --------------- | --------- |
| 1992-1993 | 2D             | 15   | 34 | 10 | 5  | 19 | 40 | 53 | 25 |                 |           |
| 1993-1994 | 2D             | 9    | 34 | 13 | 7  | 14 | 43 | 46 | 33 |                 |           |
| 1994-1995 | 2D             | 2    | 34 | 19 | 8  | 7  | 58 | 27 | 46 |                 | promovido |
| 1995-1996 | 1D             | 17   | 34 | 10 | 13 | 11 | 32 | 69 | 33 |                 | rebaixado |
| 1996-1997 | 2D             | 1    | 34 | 18 | 8  | 8  | 51 | 32 | 62 | 1ªfase          | promovido |
| 1997-1998 | 1D             | 11   | 34 | 11 | 7  | 16 | 53 | 58 | 40 | 1ªfase          |           |
| 1998-1999 | 1D             | 13   | 34 | 10 | 7  | 17 | 41 | 51 | 37 | final           |           |
| 1999-2000 | 1D             | 13   | 34 | 10 | 6  | 18 | 31 | 51 | 36 | 2ªfase          |           |
| 2000-2001 | 1D             | 16   | 34 | 7  | 11 | 16 | 29 | 58 | 32 | 4ª Eliminatória | rebaixado |
| 2001-2002 | 2D             | 10   | 34 | 13 | 6  | 15 | 48 | 50 | 45 | 1ª Eliminatória | abandono  |
| 2006-2007 | 1AF Portalegre | 2    | 26 | 19 | 6  | 2  | 81 | 25 | 62 | Não participou  |           |
| 2007-2008 | 1AF Portalegre | 6    | 28 | 15 | 6  | 7  | 59 | 31 | 51 | 1ª Eliminatória |           |
| 2008-2009 | 1AF Portalegre | 5    | 32 | 17 | 7  | 8  | 58 | 34 | 58 | Não participou  |           |
| 2009-2010 | 1AF Portalegre | 5    | 16 | 7  | 5  | 4  | 32 | 17 | 26 | Não participou  |           |

## Patrocinadores

### Material desportivo e patrocinadores
| Periodo       | Material Desportivo | Patrocinador |
| ------------- | ------------------- | ------------ |
| ?–1996        | Adidas              | Delta Cafés  |
| 1996-1998     | Umbro               | Delta Cafés  |
| 1998–2001     | Reebok              | Delta Cafés  |
| 2001–presente | Tepa                | Delta Cafés  |